# NGC 568
NGC 568 је елиптична галаксија у сазвежђу Вајар која се налази на NGC листи објеката дубоког неба.
Деклинација објекта је - 35° 43' 3" а ректасцензија 1h 27m 56,9s. Привидна величина (магнитуда) објекта NGC 568 износи 12,6 а фотографска магнитуда 13,6. NGC 568 је још познат и под ознакама IC 1709, ESO 353-3, MCG -6-4-37, PGC 5468.